# Велике Брагино
Велике Бра́гино (рос. Большое Брагино) — присілок у складі Шегарського району Томської області, Росія. Входить до складу Трубачовського сільського поселення.

## Населення
Населення — 5 осіб (2010; 0 у 2002).